# Niveaspis argentata
Niveaspis argentata är en insektsart som först beskrevs av Cockerell 1898.  Niveaspis argentata ingår i släktet Niveaspis och familjen pansarsköldlöss. Inga underarter finns listade i Catalogue of Life.